# Leden 2012
1. ledna – neděle
- Prezident Václav Klaus přednesl tradiční novoroční projev.[1]
- Druhá největší komerční televize v Česku TV Prima byla přejmenována na Prima family.[2][3][4]
- Ve věku 94 let zemřel bývalý předseda Svazové skupštiny Socialistické federativní republiky Jugoslávie a první prezident Makedonie Kiro Gligorov.[5]

2. ledna – pondělí
- Desítky tisíc lidí protestovaly před budovou státní opery v centru Budapešti proti nové ústavě, kterou prosadila vláda Viktora Orbána.[6]

3. ledna – úterý
- Ve věku 87 let zemřel v kanadském Torontu spisovatel Josef Škvorecký.[7]

5. ledna – čtvrtek
- V Calgary skončilo 36. mistrovství světa juniorů v ledním hokeji. Vítězem se stalo Švédsko, český výběr obsadil páté místo.[8]
- Vůdkyně barmské opozice Aun Schan Su Ťij oznámila, že vláda schválila účast Národní ligy pro demokracii v doplňovacích volbách do parlamentu chystaných na 1. dubna.[9]

6. ledna – pátek
- Papež Benedikt XVI. oznámil, že při konzistoři 18. února jmenuje arcibiskupa Dominika Duku kardinálem.[10]

7. ledna – sobota
- Česká dvojice Tomáš Berdych a Petra Kvitová zvítězila v aktuálním ročníku Hopmanova poháru, tenisového mistrovství smíšených družstev.[11]

10. ledna – úterý
- Bývalý špičkový francouzský fotbalista Eric Cantona oznámil záměr kandidovat na úřad prezidenta. Později uvedl, že se jednalo jen o mediální operaci na podporu boje ve prospěch špatně bydlících lidí.[12]

11. ledna – středa
- V Egyptě skončilo závěrečné třetí kolo voleb do Lidového shromáždění, ve kterých zvítězily islamistické strany. Strana svobody a spravedlnosti, politická odnož Muslimského bratrstva, obsadila 235 mandátů z celkových 498. Druhý největší počet křesel, 121, získala ultrakonzervativní saláfistická strana Núr. Levicové, liberální a sekulární strany skončily s velkým odstupem za nimi.[13][14]
- Vláda Petra Nečase schválila zákon o majetkovém vyrovnání s církvemi. Hlasování bylo jednomyslné, pro církevní restituce zvedli ruku i ministři za Věci veřejné, kteří s podporou váhali a vyvolávali tím napětí ve vládní koalici.[15][16][17][18]
- V centru Teheránu byl při atentátu s pomocí magnetické bomby zabit íránský vědec Mostafa Ahmadín Rošan. Stal se tak čtvrtým íránským jaderným vědcem, který byl zlikvidován podobným způsobem od ledna 2010. Írán z útoku obvinil Spojené státy americké, ty to odmítly. Japonsko mezitím oznámilo, že se připojí k západním sankcím proti Íránu kvůli jeho kontroverznímu jadernému programu a omezí odběr íránské ropy.[19]
- Poté, co zvítězil v New Hampshire, se Mitt Romney stal prvním republikánem od roku 1976, který vyhrál primárky v prvních dvou státech po sobě.[20]
- Tatra Aleše Lopraise na Rallye Dakar v Chile na přejezdovém úseku havarovala. Aleš Loprais si zlomil dva obratle a mechanik Petr Almáši, který v té době řídil a přemohl ho mikrospánek, utrpěl otřes mozku.[21]

12. ledna – čtvrtek
- Íránský prezident Mahmúd Ahmadínežád při návštěvě Kuby vyzval k odstranění kapitalismu a zavedení nového světového řádu.[22]

13. ledna – pátek
- Okolo 21.00 místního času (UTC +1) došlo u toskánského pobřeží poblíž ostrova Isola del Giglio ke ztroskotání osobní lodi Costa Concordia se 4232 osobami na palubě.[23]
- V Myanmaru (Barmě) bylo propuštěno z vězení asi 200 prominentních politických aktivistů a vůdců etnických menšin. Jde o součást nynější prezidentské amnestie, v jejímž rámci by mělo opustit věznice 651 odsouzenců.[24]

14. ledna – sobota
- V tchajwanských prezidentských volbách obhájil úřad Ma Jing-ťiou, v současně probíhajících legislativních volbách zvítězila strana Kuomintang.[25]
- V irácké Basře se odpálil sebevražedný atentátník uprostřed davu šíitských poutníků. Výbuch zabil padesát lidí a sto dalších zranil.[26]

15. ledna – neděle
- V Rumunsku pokračovaly protesty proti snižování platů, omezování sociálních dávek, reformě zdravotnictví i všeobecně rozšířené korupci. Demonstranti, kteří požadovali nové volby a odchod prezidenta Traiana Băsesca, se násilně střetli s policií.[27]
- V Kazachstánu proběhly parlamentní volby, ve kterých zvítězila s 80 % hlasů autoritativní strana Nur Otan prezidenta Nursultana Nazarbajeva. Na pozvání Kazachstánu dohlíželi na regulérnost voleb jako pozorovatelé mimo jiné Miloslav Vlček, Jaroslav Škárka, Pavel Hojda, Jaroslav Plachý a Bořivoj Šarapatka. Mise Organizace pro bezpečnost a spolupráci v Evropě (OBSE) upozornila, že hlasování nesplňovalo základní principy demokratických voleb, ocenila však zavedení legislativních změn, které umožnily zvolení dvou dalších stran.[28]
- V Srbsku začalo 10. mistrovství Evropy mužů v házené. Na úvod porazil český tým favorizované Němce 27:24.[29]

17. ledna – úterý
- Novým předsedou Evropského parlamentu byl zvolen německý sociální demokrat Martin Schulz. Zvítězil s přehledem již v prvním kole hlasování díky dohodě dvou nejsilnějších parlamentních frakcí.[30]
- Předseda José Manuel Barroso oznámil, že Evropská komise zahájila kroky proti Maďarsku kvůli reformním krokům plynoucích z nové ústavy, které porušují právo Evropské unie.[31]
- Opoziční ČSSD předala do sněmovny protivládní petici, kterou podepsalo 90 782 lidí.[32]

18. ledna – středa
- Anglická verze internetové encyklopedie Wikipedia na celý den vypnula své služby na protest proti chystaným americkým zákonům proti internetovému pirátství. Návrhy podle zakladatele Wikipedie a dalších internetových firem ohrožují svobodu na internetu.[33]

19. ledna – čtvrtek
- Pedagogové a studenti Univerzity Karlovy v Praze odmítli návrh reformy vysokých škol, kterou prosazuje ministr školství Josef Dobeš. Na úvod jednání vyhodili studenti z oken Právnické fakulty 90 melounů, které měly symbolizovat 90 miliónů korun, které příprava reformy stála. Po skončení jednání vyrazili na protestní pochod k sídlu vlády.[34]
- Bangladéšská armáda oznámila, že zabránila puči, jehož cílem bylo svrhnout vládu premiérky Šejk Hasíny. Podle sdělení armády puč připravila skupina islamisticky orientovaných důstojníků.[35]

20. ledna – pátek
- Izraelské úřady zatkly předsedu palestinského parlamentu Abdala Azíze Duvajka kvůli podezření ze zapojení do teroristických skupin. Hnutí Hamas proti zatčení protestovalo a vyzvalo palestinského prezidenta Mahmúda Abbáse, aby přerušil předběžné mírové rozhovory s Izraelem.[36]
- Ve věku 70 let zemřel olympijský vítěz ve skocích na lyžích Jiří Raška.[37][38][39][40][41]

21. ledna – sobota
- Kolem 100 000 lidí přišlo do centra Budapešti vyjádřit podporu vládě konzervativního premiéra Viktora Orbána. Demonstrace nesla název Mírový pochod pro Maďarsko.[42]
- Nejméně 162 lidí zemřelo při sérii koordinovaných bombových útoků v severonigerijském městě Kano. K činům se přihlásila islamistická skupina Boko Haram.[43]

22. ledna – neděle
- Chorvaté v referendu schválili vstup země do Evropské unie. Po sečtení skoro všech hlasů ho podpořilo 66 procent voličů, 33 procent bylo proti.[44][nedostupný zdroj]

23. ledna – pondělí
- Evropská unie uvalila embargo na dovoz ropy z Íránu kvůli jeho kontroverznímu jadernému programu. Podle analytiků to přinese navýšení cen ropných produktů.[45]
- Ve věku 71 let zemřel spisovatel a diplomat Miloš Pojar. Po pádu komunismu se stal prvním velvyslancem v Izraeli a tématu židovství věnoval celý umělecký život.[46]

24. ledna – úterý
- Hackerská skupina Anonymous úspěšně napadla webové stránky amerického FBI a Bílého domu a později se hackerům podařilo zablokovat přes deset dalších webů. Jedná se o odvetu za zablokování webu megaupload.com, který byl největším serverem pro sdílení dat na internetu.[47]
- Ve věku 76 let zemřel řecký režisér Theo Angelopoulos, držitel ocenění Zlatá palma z roku 1998 za snímek Věčnost a den.[48]

25. ledna – středa
- Ve švýcarském Davosu začalo výroční zasedání Světového ekonomického fóra. Proti němu protestující aktivisté globálního hnutí Okupujte (Occupy) a občanských sdružení si tam vybudovali malou vesničku z iglú a jurt.[49]
- Vláda České republiky se dohodla, že poskytne eurozóně půjčku ve výši 1,5 miliardy eur (téměř 38 miliard korun). Tato suma bude poskytnuta z devizových rezerv Česká národní banky Mezinárodnímu měnovému fondu, který bude půjčky i z ostatních zemí EU rozdělovat problematickým státům eurozóny.[50]

27. ledna – pátek
- Ve věku 90 let zemřel český literární kritik a překladatel Milan Jungmann.[51]
- Na Slovensku proběhly protesty proti korupci v politice. Ty byly vyvolány zveřejněním spisu tajné služby (tzv. „Gorila“), který odhalil korupci při privatizaci z let 2005 a 2006.[52]

28. ledna – sobota
- Liga arabských států přerušila pozorovatelskou misi v Sýrii. Zdůvodnila to stoupajícím násilím v zemi.[53]
- Tenista Radek Štěpánek získal na Australian Open svůj první grandslamový titul v kariéře. Ve finále společně s Indem Leanderem Paesem ve čtyřhře zdolali americké obhájce a nasazené jedničky Boba a Mika Bryanovy.[54]
- Jevgenij Pljuščenko zvítězil na mistrovství Evropy v krasobruslení v Sheffieldu. Čeští krasobruslaři Michal Březina a Tomáš Verner skončili těsně pod stupni vítězů.[55]

29. ledna – neděle
- Tenisová jednička Srb Novak Djoković zvítězil ve finále Australian Open nad Španělem Rafaelem Nadalem a obhájil tak titul z minulého ročníku.[56]

30. ledna - pondělí
- Vrcholní političtí představitelé zemí Evropské unie schválili novou smlouvou o rozpočtové disciplíně. Proti se postavila jen Velká Británie a Česká republika. To vyvolalo rozpor a výměnu kritiky mezi premiérem Petrem Nečasem a ministrem zahraničí Karlem Schwarzenbergem, který prohlásil, že premiérův postoj poškodil zemi.[57]
- v Belgii proběhla generální stávka.[58]

31. ledna - úterý
- Hvězdným hostem v 500. díle amerického animovaného seriálu Simpsonovi bude Australan Julian Assange, spoluzakladatel WikiLeaks. Díl bude mít premiéru 19. února.[59]